# PowerPC

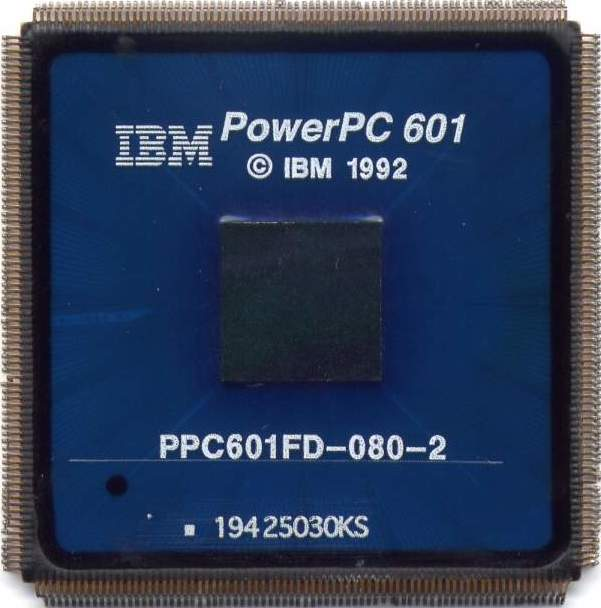
IBM PowerPC 601 Microprocessor

PowerPC és una família de processadors d'arquitectura RISC, desenvolupada inicialment per Apple, Motorola i IBM.
Pensada com a alternativa a la família i386 d'Intel, ha tingut un cert ressò gràcies al fet de ser els processadors utilitzats pels Apple Macintosh.
També la videoconsola Wii té un processador PowerPC.
Sobre aquesta arquitectura poden ser executats, almenys, els sistemes operatius:
- MacOS
- MacOSX
- GNU/Linux
- FreeBSD
- AmigaOS/MorphOS
- AS/400
- AIX

## Processadors PowerPC
1. 601: MPC601 50 i 66 MHz
2. 602: productes per al consumidor
3. 603: portàtils
4. 603e
5. 604
6. 604e
7. 620: la primera implementació de 64 bits
8. x704: BiCOMOS implementació PowerPC per Exponential Technologies
9. 750 (G3): 233 MHz i 266 MHz (1997)
10. 7400 (G4): 350 MHz (1999)
11. 750FX: anunciat per IBM el 2001 i disponible el 2002 a 1 GHz.
12. 970 (G5): implementació 64-bit derivada de l'IBM PowerPC G4 amb velocitats d'1,4 GHz, 1,6 GHz, 1,8 GHz, 1,9 GHz, 2,0 GHz, 2,1 GHz, 2,3 GHz, 2,5 GHz, i 2,7 GHz (2003)